# Gyula Kertész
Gyula Kertész (I) (Kiskálna, 29 febbraio 1888 – New York, 1º maggio 1982) è stato un calciatore e allenatore di calcio ungherese.
È il maggiore dei fratelli Kertész, al fianco di Vilmos e Adolf.

## Carriera
Centravanti, giocò nella massima serie ungherese e allenò in Svizzera e Germania.
Il 5 maggio 1912 partecipò ad una gara amichevole della sua Nazionale contro l'Austria, conclusasi sull'1-1.